# Форсирование Днестровского лимана
Форси́рование Днестро́вского лима́на или Аккерманский десант — крупная оперативно-тактическая десантная операция 46-й армии 3-го Украинского фронта и Дунайской военной флотилии, проводившаяся 21 — 22 августа 1944 года в ходе Ясско-Кишиневской операции во время Великой Отечественной войны. Проводилась под командованием генерал-лейтенанта А. Н. Бахтина и контр-адмирала С. Г. Горшкова.
Итогами операции стали захват плацдарма на западном берегу Днестровского лимана, освобождение Аккермана и уничтожение расположенной в городе и вблизи него группировки румынских войск, что позволило, во взаимодействии с советскими войсками, форсировавшими Днестр севернее, окружить пять румынских дивизий. Оценивается как одна из самых успешных советских десантных операций.

## План и подготовка операции
Согласно замыслу командующего 3-го Украинского фронта генерала армии Толбухина Ф. И., войска приморской специальной группы 46-й армии (командующий армией генерал-лейтенант И. Т. Шлемин, командующий специальной группой армии заместитель командующего армией генерал-лейтенант А. Н. Бахтин, его заместитель по морской части контр-адмирал С. Г. Горшков) должны были форсировать Днестровский лиман двумя десантными группами на участке Калаглея, Роксоляны, Цареградское гирло, окружить и уничтожить группировку противника в Аккермане (ныне Белгород-Днестровский) и развивать дальнейшее наступление в тыл 3-й румынской армии.
К началу операции линия фронта проходила по Днестровскому лиману, который имел ширину до 11 километров. Его побережье было заранее подготовлено в противодесантном отношении, имело три линии окопов и траншей полного профиля, большое количество огневых точек, побережье и мелководье были густо заминированы. На участке операции оборонялись части 3-й румынской армии (командующий армейский генерал Петре Думитреску) немецко-румынской группы армий «Южная Украина» (командующий генерал-полковник Й. Фриснер): 2-я, 10-я и 15-я румынская дивизии, 2-я отдельная кавалерийская группа, 550-й штрафной батальон, немецкие подразделения и 27 артиллерийских батарей калибра 75—152 мм. Группировка насчитывала около 20 тысяч человек и около 110 орудий. Город Аккерман, главный узел сопротивления, был подготовлен для ведения уличных боев.
В целях обеспечения бесперебойного управления войсками вся подготовка и проведение десантной операции были сосредоточены в штабе Дунайской флотилии (командующий контр-адмирал С. Г. Горшков). Полученные для проведения операции значительные силы и средства от фронта и Черноморского флота переходили в его подчинение. На направлении главного удара лиман форсировала 83-я отдельная морская стрелковая бригада с приданными 1-м гвардейским укреплённым районом, 369-м отдельным батальоном морской пехоты, инженерными батальонами и сапёрной ротой. Они должны были высадиться севернее Аккермана и занять плацдарм у Молога (высота 68,2). На вспомогательном участке (южнее Аккермана) высаживалась 255-я отдельная морская стрелковая бригада, которая должна была наступать на Турчанку и соединиться с северной группировкой западнее Аккермана, замкнув кольцо окружения вокруг него. Общие силы десанта составили 8022 человека, 10 танков, 122 орудий и 73 миномёта. На восточном берегу лимана заранее была сосредоточена крупная группировка советской артиллерии (в том числе 26 береговых орудий калибра 122—152 мм), имевшая задачу поддержки сил десанта. Для корректировки артогня подготовлены группы офицеров с рациями в составе отрядов десанта и эскадрилья самолётов-корректировщиков. Авиационная группа, выделенная для поддержки десанта, состояла из 180 самолётов ВВС Черноморского флота.
Задолго до операции велась разведка системы обороны противника, ночами шло скрытное накопление переправочных средств (заготовлено и замаскировано на исходных рубежах свыше 500 складных десантных лодок, 21 полуглиссер, 26 буксирных катеров, 2 катера-дымзавесчика, 31 понтонный паром). Выделенные в десант войска заранее выведены в резерв и усиленно занимались десантной и боевой подготовкой на Хаджибейском лимане под Одессой, сходным с Днестровским (проведено 6 тактических учений по форсированию с привлечением всех выделенных в десант сил и с боевой стрельбой). Проводились мероприятия по маскировке подготовки операции и дезинформации командования противника. С целью обеспечения внезапности предварительная артиллерийская подготовка не проводилась.

## Ход операции
С наступлением темноты 21 августа 1944 года к району высадки вышли северный десантный отряд (2838 человек на 241 лодке, 13 полуглиссерах, 20 паромах и 15 буксирных катерах) и южный десантный отряд (1216 человек на 168 лодках, 11 паромах и 11 буксирных катерах). Артиллерия переправлялась в составе второго эшелона, там же шёл батальон автомашин-амфибий. Танки переправлялись с третьим эшелоном. Высадка северного и южного отрядов первого эшелона производилась одновременно. Помимо личного состава, на суда северного десантного отряда было погружено 3 танка, 12 автомашин, 18 орудий, 29 миномётов, 18 мотоциклов, южного отряда — 20 орудий, 12 миномётов, 64 лошади.
Перед высадкой десанта, советская авиация (для поддержки операции выделено 180 самолётов) с 0-30 22 августа наносила удары по опорным пунктам противника, вынудив румынских солдат укрыться в убежищах, погасить прожекторы и прекратить пуски осветительных ракет. Это способствовало сохранению скрытности перехода советских десантных средств через лиман. Демонстративный отряд катеров Дунайской флотилии обстрелял побережье для имитации высадки десанта в районе косы Бугаз. Катера вели огонь в течение часа, маневрируя на больших скоростях противоартиллерийским зигзагом. Огонь корабельной артиллерии усиливался береговыми батареям. Батареи противника с косы Бугаз и из района Акембета открыли ответный огонь по бронекатерам и урезу вода, считая, что вслед за обстрелом бронекатерами побережья последует высадка десанта со стороны моря.
Демонстративные действия отряда корабельной поддержки, береговой артиллерии и авиации флота дезориентировали противника и отвлекли его внимание от десанта.
Противник обнаружил северный десантный отряд лишь в 100 метрах от берега, а южный — в 200 метрах от берега. Высадка десанта проходила под сильным ружейно-пулеметным и артиллерийским огнём. Советская артиллерия, в свою очередь, открыла огонь по обороне противника для подавления его артиллерии и огневых средств вблизи берега. Катерами флотилии поставлены дымовые завесы. Решительным броском оба отряда высадились на берегу, к 2-40 22 августа заняв свои участки побережья. В бою, переходившем в рукопашные схватки, захвачены прибрежные береговые укрепления и без паузы начато наступление вглубь тыловых позиций врага.
Около 5 часов утра 22 августа через узкое и заминированное гирло лимана под огнём артиллерии в лиман прорвался из Чёрного моря отряд катеров Днепровской флотилии (8 бронекатеров, 2 миномётных катера и 2 катера-тральщика; командир отряда Герой Советского Союза капитан-лейтенант В. И. Великий), немедленно включившийся в бой по поддержке советских войск и высадке второго и последующих эшелонов десанта. При подходе к гирлу бронекатера и минные катера первоначально шли за тральщиками. Медленное движение отряда за тралами на мелководном участке под огневым воздействием противника могло привести к значительным потерям. Поэтому было принято решение бронекатерам самостоятельно на большой скорости форсировать гирло, подавить систему огня противника на косе Бугаз и поддержать прорыв минных катеров и тральщиков. Прорыв отряда кораблей в Днестровский лиман поддерживали артиллерийским огнём береговые батареи, и бронекатера отряда корабельной поддержки.
Уже к 9 часам 22 августа на обеих участках высадки, десантники продвинулись до 9 километров вглубь обороны противника, охватывая его группировку в Аккермане. После 9 часов враг предпринял две сильные контратаки против северного отряда десанта, которые были отбиты при поддержке артиллерии, расположенной на восточном берегу. Стремительный прорыв мощной первой линии обороны и успешные действия советской штурмовой авиации оказали деморализующее воздействие на румынские войска, которые на многих участках стали оставлять позиции. К 18 часам советские войска штурмом овладели крепостью и городом Аккерман. К концу суток оба отряда десанта соединились, создав единый плацдарм, протянувшийся по фронту на 40 километров и на 15 километров в глубину. Передовые группы морской пехоты продвинулись до 30 километров от берега лимана, сея панику в ближнем тылу противника и нарушая связь. К 20 часам 22 августа корабли флотилии переправили через Днестровский лиман оба эшелона десанта и часть тылов (8022 человека, 124 орудия разных калибров, 51 миномёт, 8 танков, 82 автомашины, 88 мотоциклов, 179 лошадей, 114 т боезапаса и более 50 т других грузов). С воздуха форсирование прикрывалось 48 истребителями ВВС Черноморского флота. Для того, чтобы не создавать караванов, которые представляли хорошую цель для артиллерии противника, а также для ускорения переброски, каждый буксир по готовности паромов следовал самостоятельно. Дальнейшие перевозки через лиман осуществляла 5-я понтонная бригада 3-го Украинского фронта, а Дунайская флотилия, оставив часть кораблей для обеспечения переправы, начала готовиться к операции по форсированию устья Дуная.

## Результаты операции
На занятый плацдарм, в ночь на 23 августа, наведено несколько наплавных мостов из заранее подготовленных материалов. Началась переправа основных сил специальной группы 46-й армии, которая в течение ночи и последующего дня 23 августа развивала энергичное наступление. Во взаимодействии с главными силами 46-й армии, 20 августа форсировавшими Днестр севернее с кицканского плацдарма, замкнуто кольцо окружения вокруг пяти румынских дивизий из состава З-й румынской армии. Путь в Румынию силам 3-го Украинского фронта по побережью Чёрного моря (по южной Бессарабии) был открыт. Задачи десантной операции выполнены в полном объёме и в более быстрые сроки, чем планировалось изначально.
По скорости выполнения намеченных задач и по значению в ходе общей наступательной операции, форсирование Днестровского лимана — одна из наиболее успешных советских десантных операций в ходе войны. Успеху способствовала длительная подготовка, сосредоточение руководства операцией в единых руках, хорошая насыщенность десанта огневыми средствами, наличие мощной артиллерийской группировки. Действия командования в ходе операции были оперативны. Личный состав имел высокий боевой дух и хорошую подготовку. За мужество и героизм в этой десантной операции 5 морских пехотинцев 83-й отдельной морской стрелковой бригады удостоены звания Героя Советского Союза: командир пулемётной роты старший лейтенант А. В. Зацепин (посмертно), разведчик отдельной роты разведки 83-й морской стрелковой бригады старшина 2-й статьи П. А. Морозов, командир орудия отдельного истребительно-противотанкового артиллерийского дивизиона старший сержант И. Р. Халиков (посмертно), командир роты разведки капитан Н. В. Терещенко (посмертно), командир стрелковой роты 16-го батальона морской пехоты капитан И. С. Ельцов.
Потери противника — около 300 убитых, 750 пленных, значительное количество военной техники. Потери советского десанта в людях пока не опубликованы. Потери судов — один полуглиссер.